# Патријарх московски Сергије
Патријарх Сергије (рус. Патриарх Сергий, световно име Иван Николајевич Страгородски; Арзамас, 11 (23). јануар 1867 — Москва, 15. мај 1944) је био поглавар Руске православне цркве, у периоду од децембра 1925. године: најпре као заменик Чувара Патријарашког Трона (1925—1926, 1927—1936), затим као Чувар Патријараршког Трона, и од 1943 - као Патријарх московски и све Русије.
Будући Патријарх московски Сергије у чину Bладикe Рускe православнe црквe и ректорa Духовне академије у Петрограду рукоположио je Петрa Росићa будућег 40 - тог Патријархa Српскe православнe црквe у чин јерођакона 6. маја и јеромонаха 6. јуна 1905. године.

## Биографија
Од 24. јануара (6. фебруара) 1901. до 15. (28) октобра 1905. ректор Духовне академије у Петрограду.
Од децембра 1925. г. заменик Чувара Патријарашког Трона.
У јулу 1927. г. издао је Декларацију „О односу Православне Руске Цркве према постојећој грађанској власти“, која је изазвала несугласице у Цркви.
Од 27. април 1934. г. је митрополит Московски и Коломенски.
Од децембра 1936. Чувар Патријараршког Трона.
8. септембар 1943. г. Сабор руских јерарха изабрао га је за Патријарха Московског и целе Русије. Интронизација је одржана 12. септембар у Богојављенској саборној цркви у Јелохову.
Умро је 15. мај 1944. г. Сахрањен је у Никољском олтару Богојављенске цркве.